# Formuła Easter
Formuła Easter (także Formuła Wostok) – formuła samochodu wyścigowego rozgrywana w krajach bloku wschodniego. Została wprowadzona w roku 1971. Rozgrywano w niej Puchar Pokoju i Przyjaźni. Regulamin formuły zezwalał na używanie silników o pojemności do 1300 cm³.

## Mistrzowie w Pucharze Pokoju i Przyjaźni

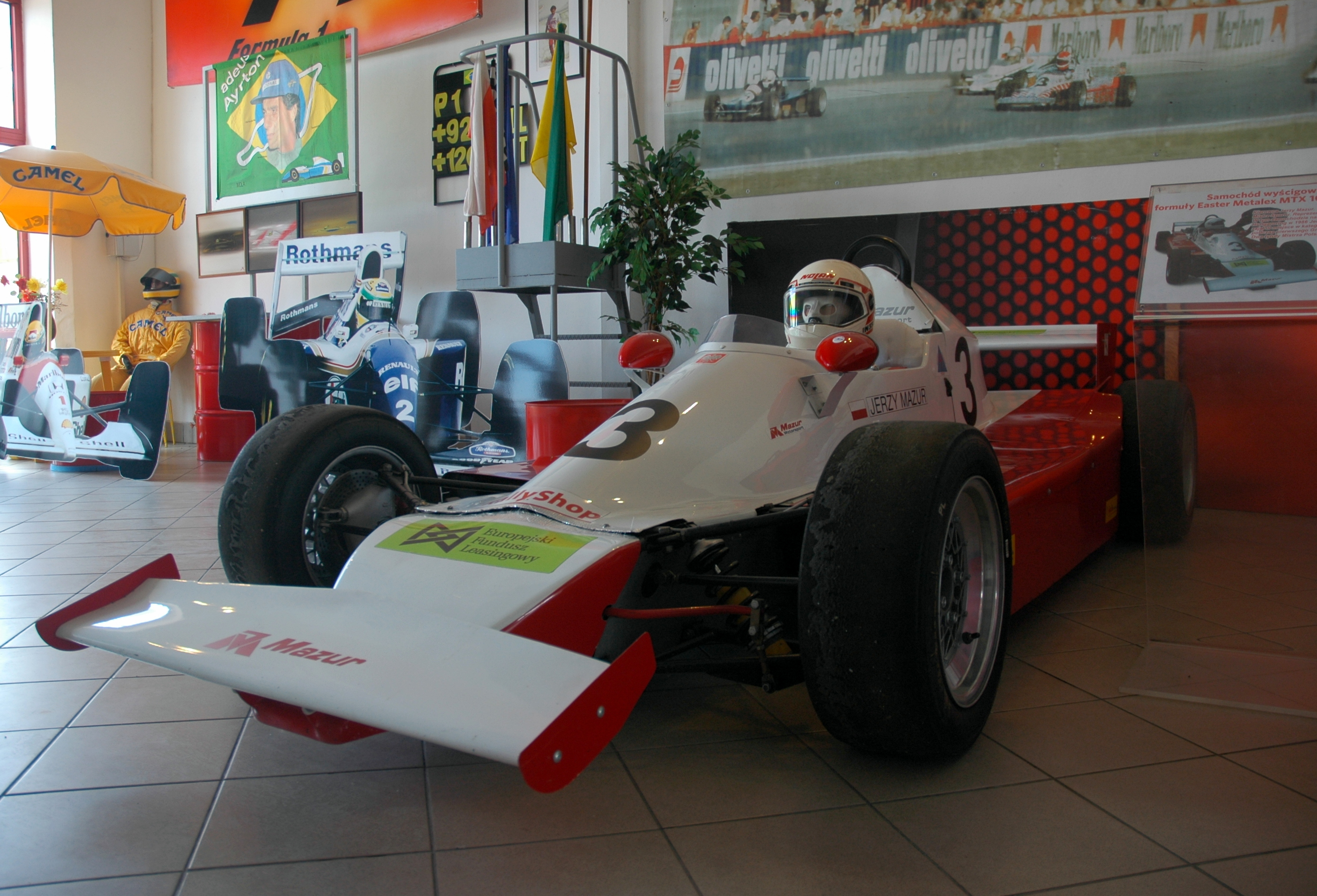
MTX 1-06 Formuły Easter z 1983 roku

| Rok  | Kierowca        | Samochód           | Źródło |
| ---- | --------------- | ------------------ | ------ |
| 1972 | Heinz Melkus    | Melkus 64-Wartburg | [ 1 ]  |
| 1973 | Albín Patlejch  | MTX 1107-Škoda     | [ 2 ]  |
| 1974 | Karel Jílek     | MTX 1-02-Škoda     | [ 3 ]  |
| 1975 | Madis Laiv      | Estonia 18-Łada    | [ 4 ]  |
| 1976 | Jiří Červa      | MTX 1-03-Łada      | [ 5 ]  |
| 1977 | Karel Jílek     | MTX 1-03-Łada      | [ 6 ]  |
| 1978 | Ulli Melkus     | MT 77-Łada         | [ 7 ]  |
| 1979 | Václav Lim      | Avia AE2-Łada      | [ 8 ]  |
| 1980 | Ulli Melkus     | MT 77-Łada         | [ 9 ]  |
| 1981 | Jiří Moskal     | MTX 1-03-Łada      | [ 10 ] |
| 1982 | Jan Veselý      | RAF 80-Łada        | [ 11 ] |
| 1983 | Ulli Melkus     | MT 77-Łada         | [ 12 ] |
| 1984 | Ulli Melkus     | MT 77-Łada         | [ 13 ] |
| 1985 | Ulli Melkus     | MT 77-Łada         | [ 14 ] |
| 1986 | Václav Lim      | Avia AE3-Łada      | [ 15 ] |
| 1987 | Toomas Napa     | Estonia 21M-Łada   | [ 16 ] |
| 1988 | Wiktor Kozankow | Estonia 21.10-Łada | [ 17 ] |

## Lokalne edycje
- Białoruś: 1977–1991
- Bułgaria: 1981–1994
- Czechosłowacja: 1974–1987
- Estonia: 1977–1991
- Gruzja: 1988
- Litwa: 1978–1991
- Łotwa: 1977–1991
- NRD: 1972–1990
- Polska: 1973–1994
- Rosja: 1978–1995
- Rumunia: 1980–1988
- Ukraina: 1977–1991
- Węgry: 1982–1988
- ZSRR: 1977–1991